# 艾瑪·提爾曼
艾瑪·提爾曼（1892年11月22日—2007年1月28日），美国超级人瑞，她在2007年1月18日加拿大人瑞朱莉·溫妮弗雷德·伯特蘭逝世後，成為全球最年長女性。而在同年1月24日波多黎各人瑞艾米利亞諾·梅爾卡多·德爾托羅逝世後，成為世界最年長者。但她僅成為最年長者4天就逝世，打破了歷來最短時間的紀錄，終年114歲67日。

## 生平
艾瑪·提爾曼出生於美國北卡羅來納州的吉布森維爾，為黑奴之女。之後隨著家人搬到康涅狄格州。提爾曼成為唯一参加格拉斯頓伯里中學的非洲裔美國人，1909年畢業，作為第一個在那裡學習的非裔美國人。1914年結婚，丈夫亞瑟·提爾曼（Arthur Tillman）於1939年逝世。據家人表示，提爾曼女士煙酒不碰，也無需戴眼鏡，只要在必要情況下才會戴上助聽器。提爾曼同時也是康涅狄格州史上最年長者。
在她的一生中，提爾曼參與了美國全國有色人種協進會社會項目和全國黑人婦女委員會。
蒂爾曼是非洲大都會循道宗聖公會錫安教會（Metropolitan African Methodist Episcopal Zion Church）的一名教區教徒，已有80多年的歷史，她在這裡被非正式地稱為教會的“母親”和美國非洲衞斯理公會（African Methodist Episcopal Church）作為一個整體。
在她110歲生日的前一天，前康涅狄格州州長約翰·格羅夫納·羅蘭宣布她11月22日的生日將在該州被稱為“艾瑪·蒂爾曼日”。
她是位在北卡羅來納州黑奴生的23個小孩的其中一個。大多數艾瑪的兄弟姊妹都夭折了。